# Pedro Mariño de Lobeira
Pedro Mariño de Lobeira (né en 1528 à Pontevedra, Galice - mort en 1594 à Lima, au Pérou) était un militaire et écrivain espagnol qui a participé à la conquête du Chili, où il a laissé une chronique de ses succès sur la Crónica del Reino de Chile.